# Oia (animal)
Oia es un género de arañas araneomorfas de la familia Linyphiidae. Se encuentra en Asia .

## Lista de especies
Según The World Spider Catalog 12.0:
- Oia breviprocessia Song & Li, 2010
- Oia imadatei (Oi, 1964)
- Oia sororia Wunderlich, 1973